# Ladinha d'Aval
Ladinha d'Aval (en francès La Digne-d'Aval) és un municipi del departament de l'Aude, a la regió d'Occitània.